# Compuesto de gas noble
Los compuestos de gas noble son compuestos químicos que incluyen un elemento del grupo 18 de la tabla periódica, los gases nobles.

## Historia y precedentes
Antiguamente se creía que los gases nobles no podían formar compuestos a causa de su configuración electrónica en capas cerradas, que los hacen muy estables químicamente y no reactivos.
En todos los gases nobles la última capa está completa (ns2 np6) excepto en el helio, que no tiene capa p y, por lo tanto, no forma compuestos químicos con facilidad. Su elevadísima energía de ionización y su baja afinidad electrónica, de valor endotérmico, hicieron que, en un principio, no se les considerara reactivos.
Aun así, en 1933 Linus Pauling predijo que los gases nobles más pesados podían formar compuesto con el flúor y el oxígeno. En concreto, predijo la existencia del hexafluoruro de kriptón y del hexafluoruro de xenón (XeF6), especuló que tendría que existir un XeF8 como compuesto inestable y sugirió que el ácido xénico formaría sales perxenadas.
Estas predicciones resultaron bastante acertadas, aunque predicciones posteriores sobre el XeF8 hicieron notar que no sólo sería inestable termodinámicamente, sino también cinemáticamente, y todavía no se había obtenido.
Los gases nobles más pesados tienen más capas de electrones que los más livianos. Esta característica hace que el electrón más externo experimente un efecto de "apantallamiento" por la acción de los electrones internos, y pueda entonces ser  ionizado con mayor facilidad, ya que la atracción que recibe de la carga positiva del núcleo (de los protones de éste) es más débil y permite, además, que la nube electrónica esté menos compactada. Esto hace que la energía de ionización sea suficientemente baja para formar compuestos estables con elementos más electronegativos, como el flúor y el oxígeno.

## Compuestos anteriores a 1962
Antes de 1962, los únicos compuestos de gases nobles que se habían aislado eran los clatratos (incluido los hidratos de tipo clatrato). Otros compuestos como los compuestos por coordinación se habían observado solo por medios espectroscópicos.

### Clatratos
Los clatratos (también conocidos como compuestos jaula) son compuestos de gases nobles en el cual los gases están atrapados dentro de cavidades de las redes moleculares de ciertas sustancias orgánicas e inorgánicas. La condición esencial para que se formen es que los átomos del gas noble sean de la medida adecuada para encajar en las cavidades del cristal que los acoge. Por ejemplo, el argón, el kriptón y el xenón pueden formar clatratos con el β-quinol, pero el helio y el neón no pueden porque son demasiado pequeños.
Los clatratos se han de utilizar para separar el helio y el neón del argón, el kriptón y el xenón, y también para transportar el argón, el kriptón y el xenón. Además, el clatrato 85Kr es una fuente segura de partículas beta, y el clatrato 133Xe es una fuente útil de rayos gamma.

### Compuestos por coordinación
Se ha postulado que con bajas temperaturas tendrían que existir compuestos por coordinación como el Ar·BF3 pero ello todavía no se ha podido demostrar. Además, se han conseguido formas compuestas como WHe2 y HgHe2 por medio del bombardeo de electrones, pero búsquedas recientes han apuntado que probablemente este fenómeno se limitaba a la adsorción del helio por la superficie del metal, de manera que no se podría hablar con propiedad de la existencia de un compuesto químico.

### Hidratos
Los hidratos se forman comprimiendo los gases nobles dentro del agua. Se cree que la molécula de agua, que forma un dipolo fuerte, provoca un dipolo débil en los átomos del gas noble, causando que la interacción dipolo-dipolo. Los átomos más pesados quedan más afectados por este proceso que los más débiles, y por ello Xe·6H2O es el hidrato más estable. Aun así, en los últimos años se ha discutido la existencia de este tipo de compuestos.

## Compuestos verdaderos de gases nobles

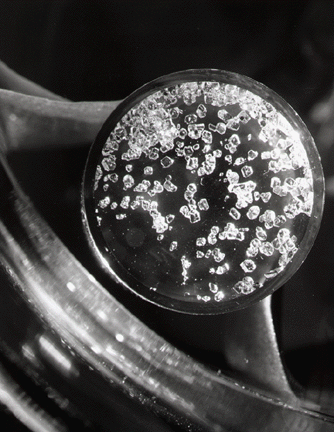
Tetrafluoruro de xenón

En 1962, Neil Bartlett descubrió que el hexafluoruro de platino que es un compuesto altamente oxidante ionizaba al O2 transformándolo en O2+. Como la energía de ionización del O2 a O2+ (1165 kJ mol–1) es prácticamente igual a la energía de ionización de Xe a Xe+ (1170 kJ mol–1), Bartlett intentó la reacción de Xe con PtF6.  La misma produjo un producto cristalino hexafluoroplatinato de xenón, cuya fórmula se propuso podría ser Xe+[PtF6]–.Posteriormente se demostró que el compuesto es más complejo, conteniendo tanto XeFPtF6 como XeFPt2F11. Este fue el primer compuesto real producido a partir de un gas noble.
Posteriormente en 1962 Howard Claassen sintetizó el primer compuesto simple (dos elementos) de un gas noble (tetrafluoruro de xenón) al someter una mezcla de xenón y fluoruro a alta temperaturas.
En los últimos años se han obtenido diversos compuestos de gases nobles, particularmente del xenón, como los fluoruros de xenón (XeF2, XeF4, XeF6), los oxifluoruros (XeOF2, XeOF4, XeO2F2, XeO3F2, XeO2F4) y los óxidos (XeO3 y XeO4). El difluoruro de xenón se puede obtener simplemente exponiendo los gases de Xe y F2 a la luz del sol. Durante los cincuenta años anteriores se habían mezclado los dos gases intentando producir una reacción, pero nadie había pensado una cosa tan simple como exponer la mezcla a la luz del sol.
El radón reacciona con el flúor para formar el fluoruro de radón (RnF2), que en estado sólido brilla con una ligera luz de color amarillo claro. El Kriptón puede reaccionar con el flúor para formar el fluoruro de Kriptón (KrF2), y en los láseres excímeros se utilizan excímeros efímeros de Xe2 y haluros de gases nobles como el cloruro de xenón (XeCl2). En el año 2000 se anunció el descubrimiento del fluorohidruro de argón (HArF). De momento no se han encontrado compuestos convencionales de helio o neón.
En los últimos años se ha demostrado que el xenón puede producir una amplia variedad de compuestos del tipo XeOxY2, donde x es 1, 2 o 3 e  y es cualquier grupo electronegativo como CF3, C (SO2CF3)3, N (SO2F)2, N (SO2CF3)2, OTeF5, O (IO2F2), etc. La gama de compuestos es impresionante, ya que llega a los centenares e incluye enlaces de xenón, oxígeno, nitrógeno, carbono e incluso oro, además de ácido perxénico, numerosos haluros e iones complejos, una gama de compuestos también presente en un elemento vecino del xenón, el yodo. El compuesto  Xe2Sb2F11 contiene un enlace Xe-Xe, el enlace elemento-elemento más largo que se conoce (308,71 pm).

## Compuestos de fullereno

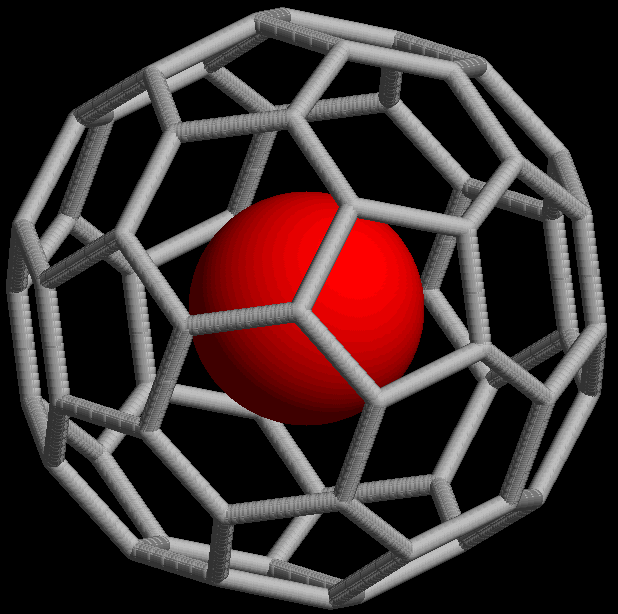
Representación de una molécula de C60 que contiene un átomo de gas noble.

Los gases nobles también pueden formar fullerenos endohédricos, compuestos en los que el gas noble está atrapado dentro de una molécula de fullereno. En 1993 se descubrió que cuando el C60 se expone a una presión próxima a los 3 bar de helio o neón, se forman los complejos He@C60 y Ne@C60. En estas condiciones, más o menos una de cada 650 000 celdas de C60 incorpora un átomo de helio, a presiones más altas (3000 bar), se puede llegar a un porcentaje de hasta el 0,1 %. También se han obtenido complejos endohédricos con argón, kriptón y xenón, así como numerosos aductos de He@C60.

## Aplicaciones
La mayoría de aplicaciones de compuestos de gases nobles se utilizan o bien como agentes oxidantes o  como forma de almacenar los gases nobles en una forma densa. El ácido xénico es un agente oxidante muy valioso porque no introduce impurezas: simplemente, el xenón se libera como gas. En este sentido, solo lo iguala el ozono. Los perxenatos son agentes oxidantes todavía más poderosos, y los fluoruros de xenón son buenos agentes fluorizantes
Los isótopos radioactivos de kriptón y xenón son difíciles de almacenar y manipular, y los compuestos de estos elementos se pueden manipular más fácilmente que las formas gaseosas.